# Scambus inaequalis
Scambus inaequalis là một loài tò vò trong họ Ichneumonidae.